# Cnaphalocrocis araealis
Cnaphalocrocis araealis is een vlinder uit de familie van de grasmotten (Crambidae). De wetenschappelijke naam van deze soort is voor het eerst voorgesteld als Marasmia araealis door George Francis Hampson in een publicatie uit 1912.
De soort komt voor op de eilanden Mahé en Silhouette van de Seychellen en in Australië (Queensland).